# Baojun
Baojun (vereinfachtes Chinesisch: 宝骏; traditionelles Chinesisch: 寳駿; Pinyin: Bǎojùn; wörtlich: geschätztes Pferd) ist eine Automarke aus der Volksrepublik China.

## Markengeschichte
Das Unternehmen SAIC GM Wuling aus Liuzhou begann 2010 mit der Produktion von Automobilen mit dem Markennamen Baojun. Nachdem 2017 über eine Million Fahrzeuge der Marke verkauft werden konnten, sanken die Absatzzahlen in China in den Folgejahren wegen Qualitätsproblemen deutlich. In der Folge wurden viele Baureihen eingestellt. SAIC GM Wuling konzentriert sich fortan auf die Marke Wuling.

## Fahrzeuge
Als erstes Modell erschien der Baojun 630 als viertürige Limousine. Die Produktion begann im November 2010.
Der Baojun Lechi ist eine Version des Chevrolet Matiz.
Der Baojun 610 wurde auf der Auto China 2014 präsentiert.
Im Juli 2014 erschien der Van Baojun 730 mit sieben Sitzen.
Der SUV Baojun 560 wurde auf der Auto Shanghai im Jahr 2015 vorgestellt.
Auf der Guangzhou Auto Show 2015 wurde der Baojun 330 vorgestellt.
Auf der Auto China im April 2016 wurde der Kleinwagen Baojun 310 auf Basis des Baojun 330 präsentiert. Dieser kam im September 2016 in den Handel. Seit 2017 gibt es den 310 auch in einer Kombi-Version.
Im Oktober 2016 wurden erste Bilder des SUV Baojun 510 gezeigt, er wurde auf der Guangzhou Auto Show 2016 der Öffentlichkeit gezeigt.
Zunächst ab August 2017 nur in Guangxi angeboten wurde der nur 2,49 Meter lange elektrisch angetriebene Baojun E100. Seit Juni 2018 ist er mit erhöhter Reichweite überall in China erhältlich.
Der Van Baojun 360 kam im Mai 2018 in den Handel.
Seit Juni 2018 bietet Baojun mit dem 530 einen 4,66 Meter langen SUV an.
Seit September 2018 wird mit dem Baojun E200 ein elektrisch angetriebener Kleinstwagen in China verkauft.
Auf der Guangzhou Auto Show im November 2018 wurde mit dem Baojun RS-5 das vierte SUV der Marke vorgestellt.
Im Juni 2019 wurde der Baojun RC-6 auf Basis des RS-5 vorgestellt.
Im September 2019 wurde der Van Baojun RM-5 vorgestellt.
Das SUV RS-3 präsentierte Baojun Ende Oktober 2019.
2020 wurden der Kleinstwagen E300, der Van RS-7 und die Limousine RC-5 eingeführt.
Im Juli 2021 wurde der Kleinstwagen KiWi EV auf Basis des E300 Plus vorgestellt.
Der 3,38 Meter lange Geländewagen Yep debütierte im Februar 2023. Er hat einen 50 kW (68 PS) starken Elektromotor. Eine Langversion mit 4,00 Metern Länge wurde im Januar 2024 vorgestellt. Sie wurde im Januar 2025 für den brasilianischen Markt als Chevrolet Spark EUV vorgestellt.
Als Konkurrent zum BYD Dolphin präsentierte Baojun im Mai 2023 den Kompaktwagen Yunduo.
Ein Kompakt-SUV ist der Yunhai, der erstmals im Mai 2024 gezeigt wurde. Die rund fünf Meter lange Limousine Xiangjing wurde im August 2024 präsentiert.

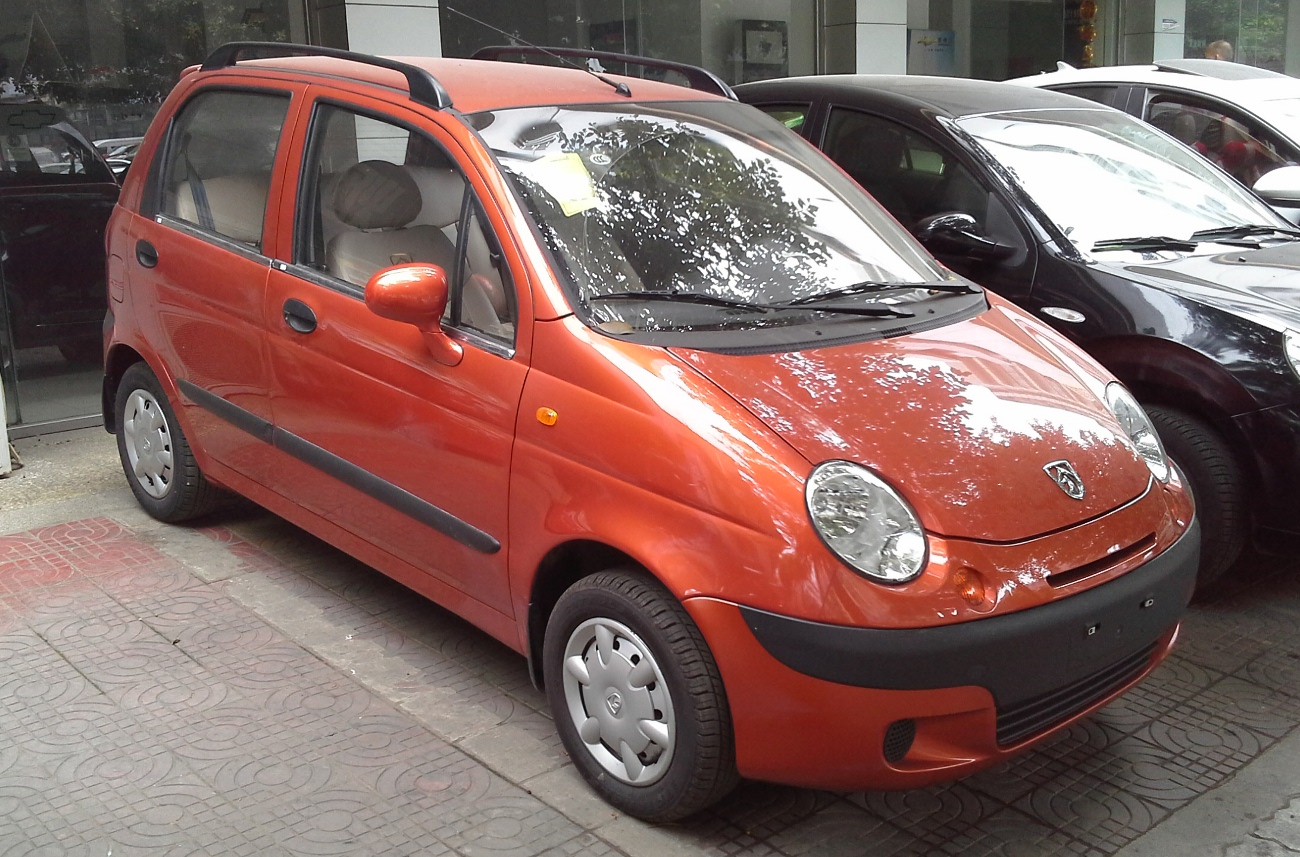
Baojun Lechi
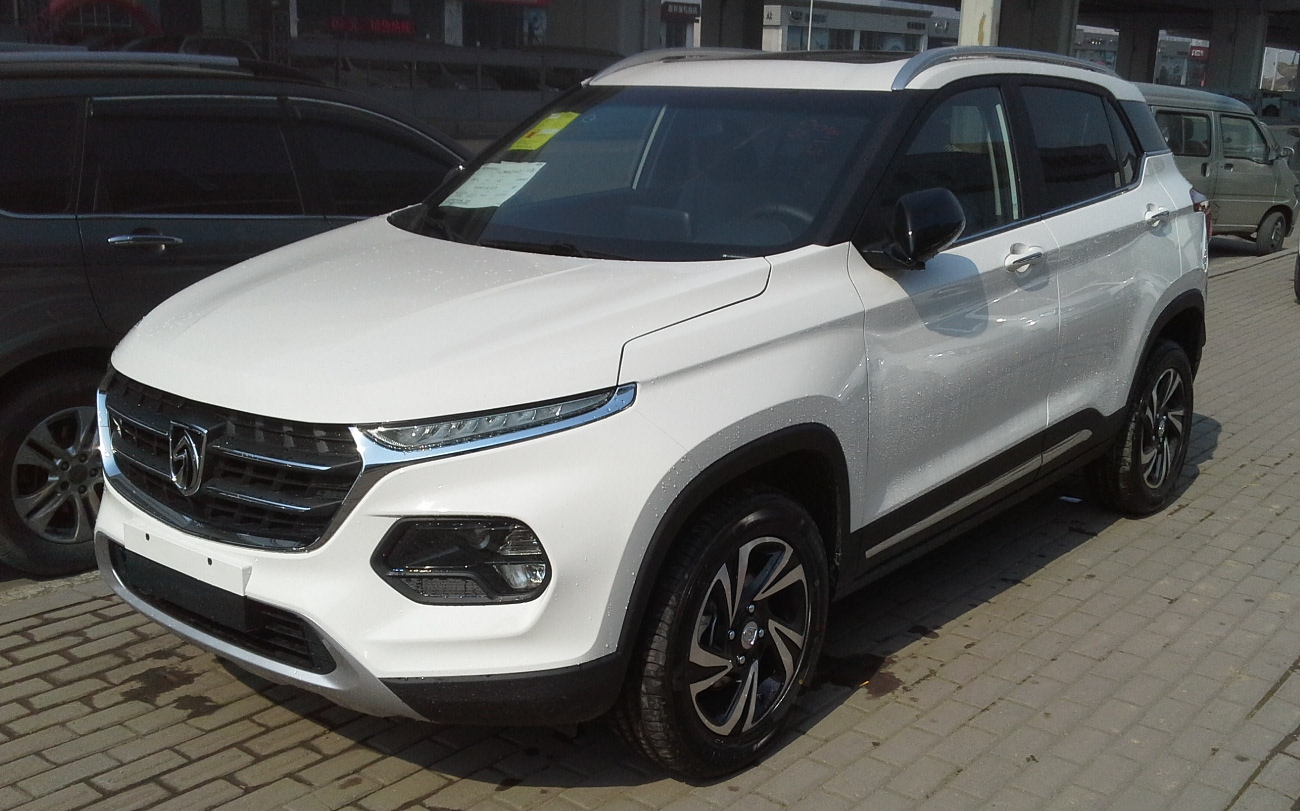
Baojun 510
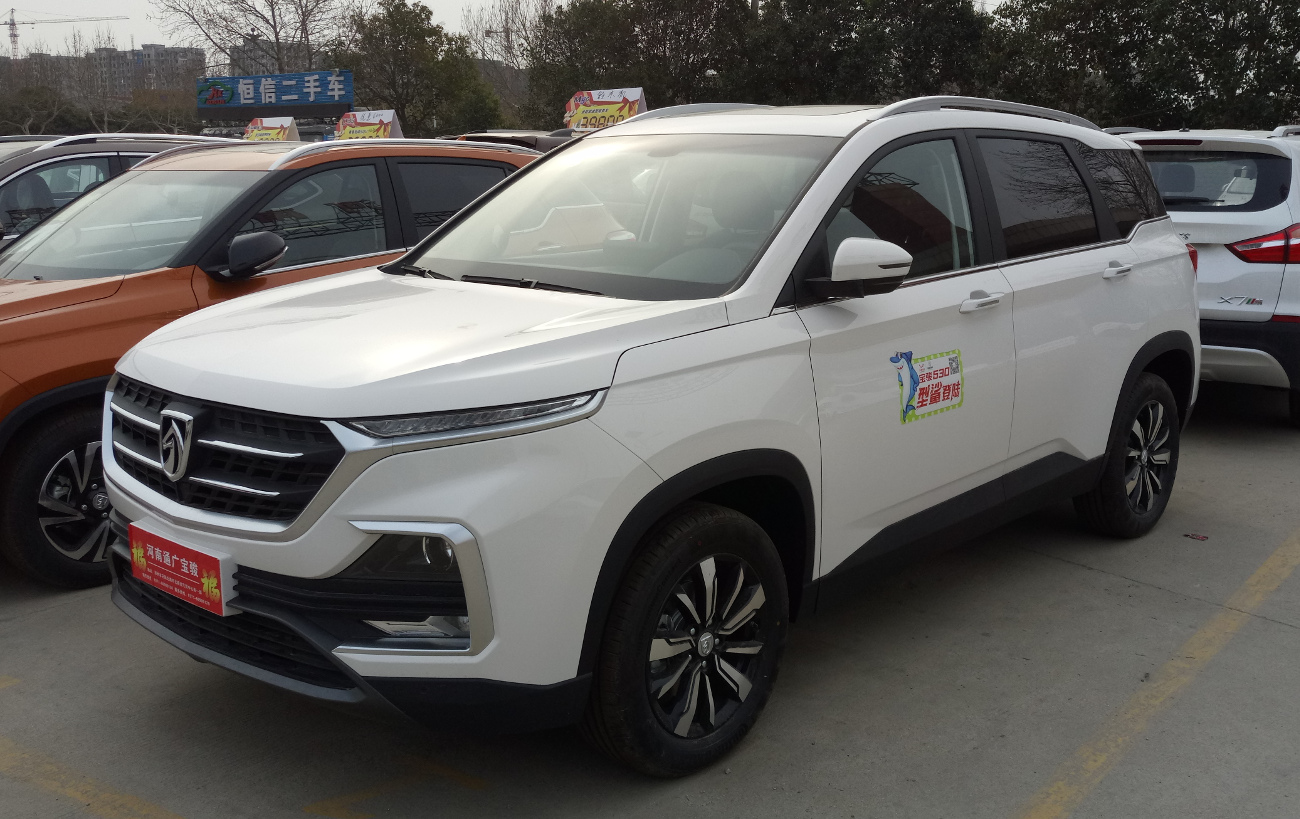
Baojun 530
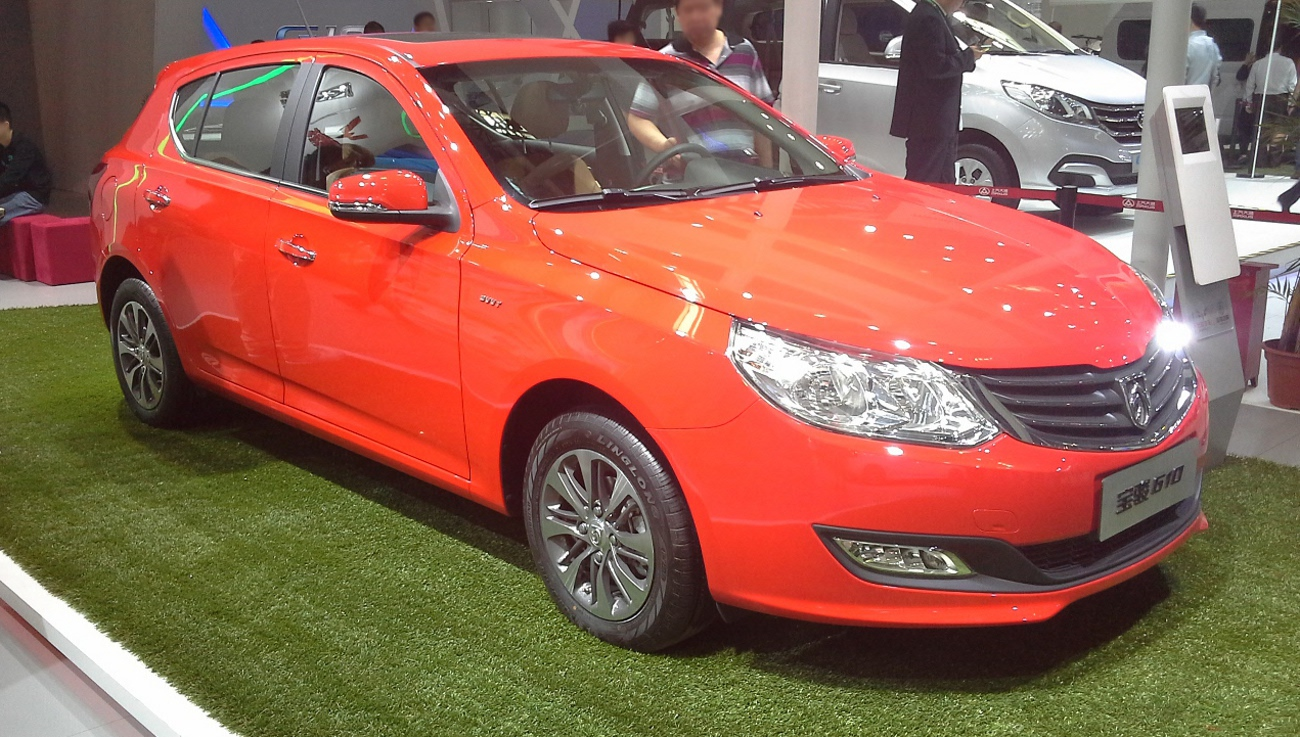
Baojun 610
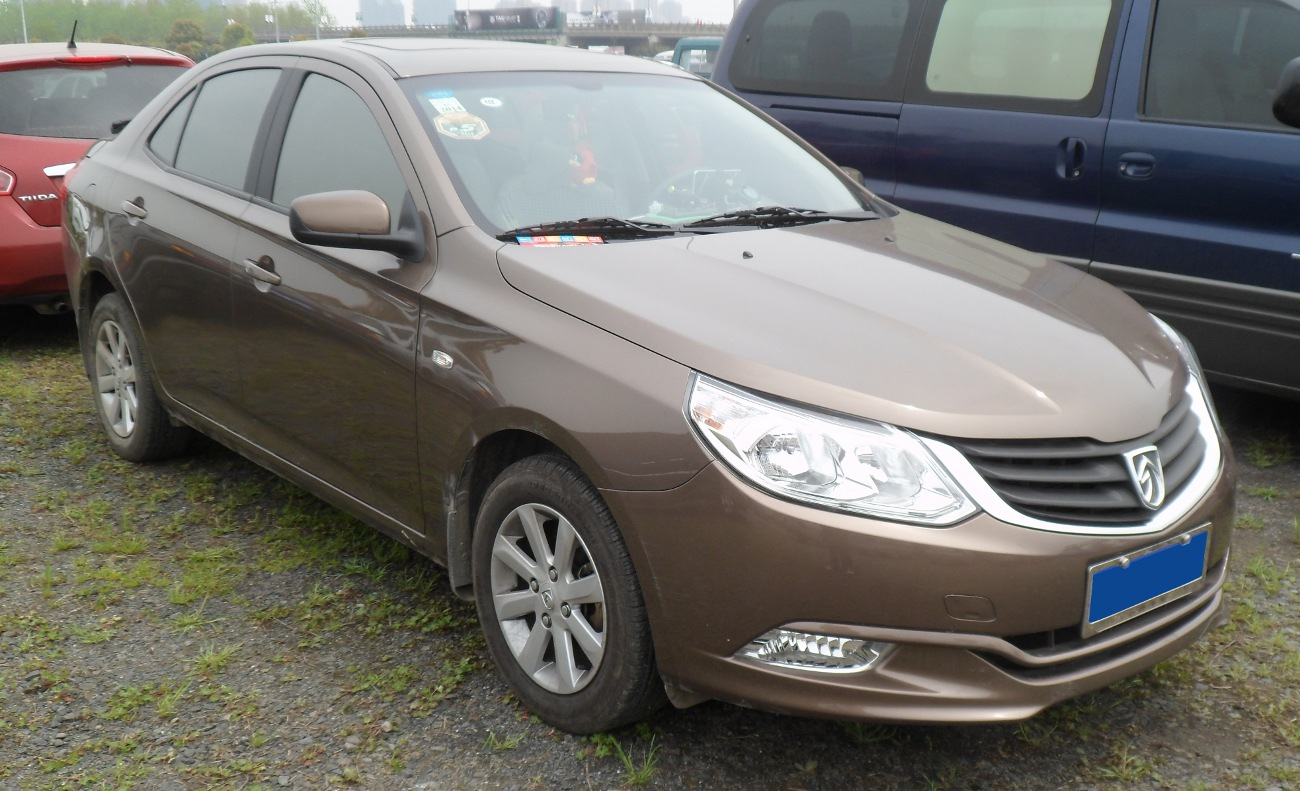
Baojun 630
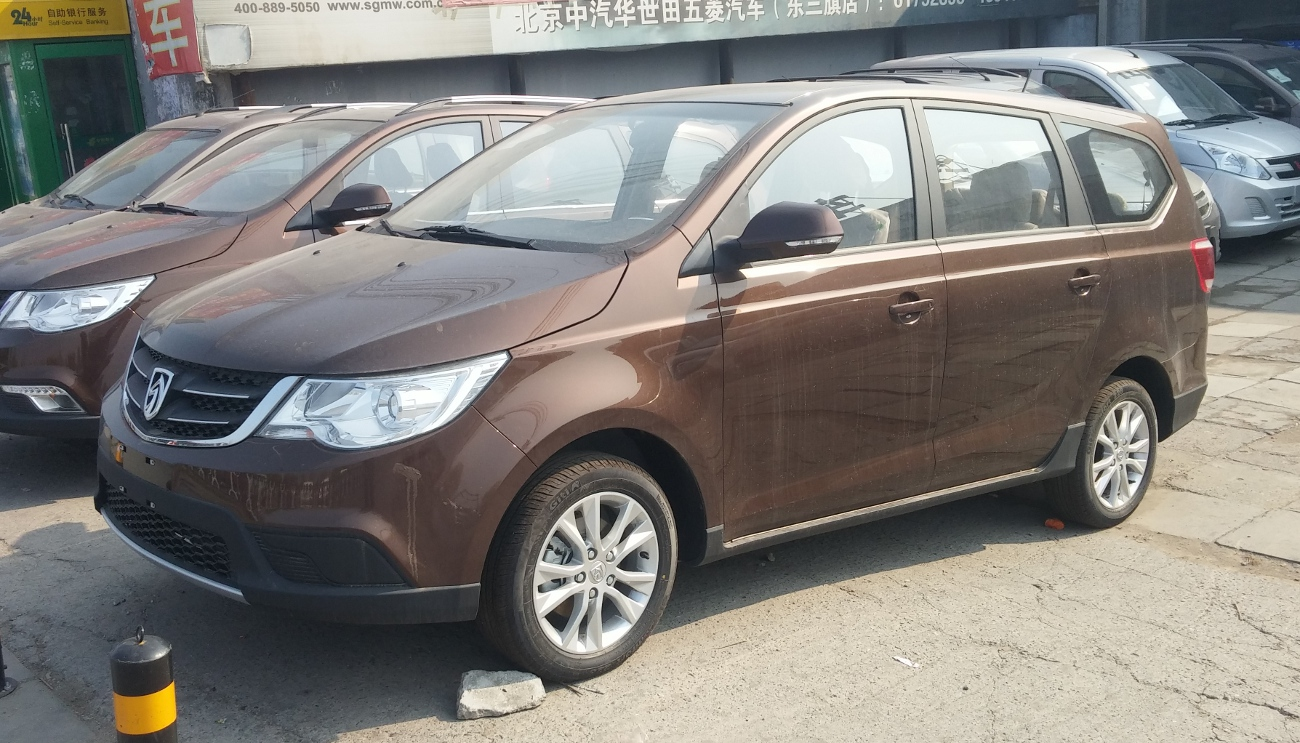
Baojun 730
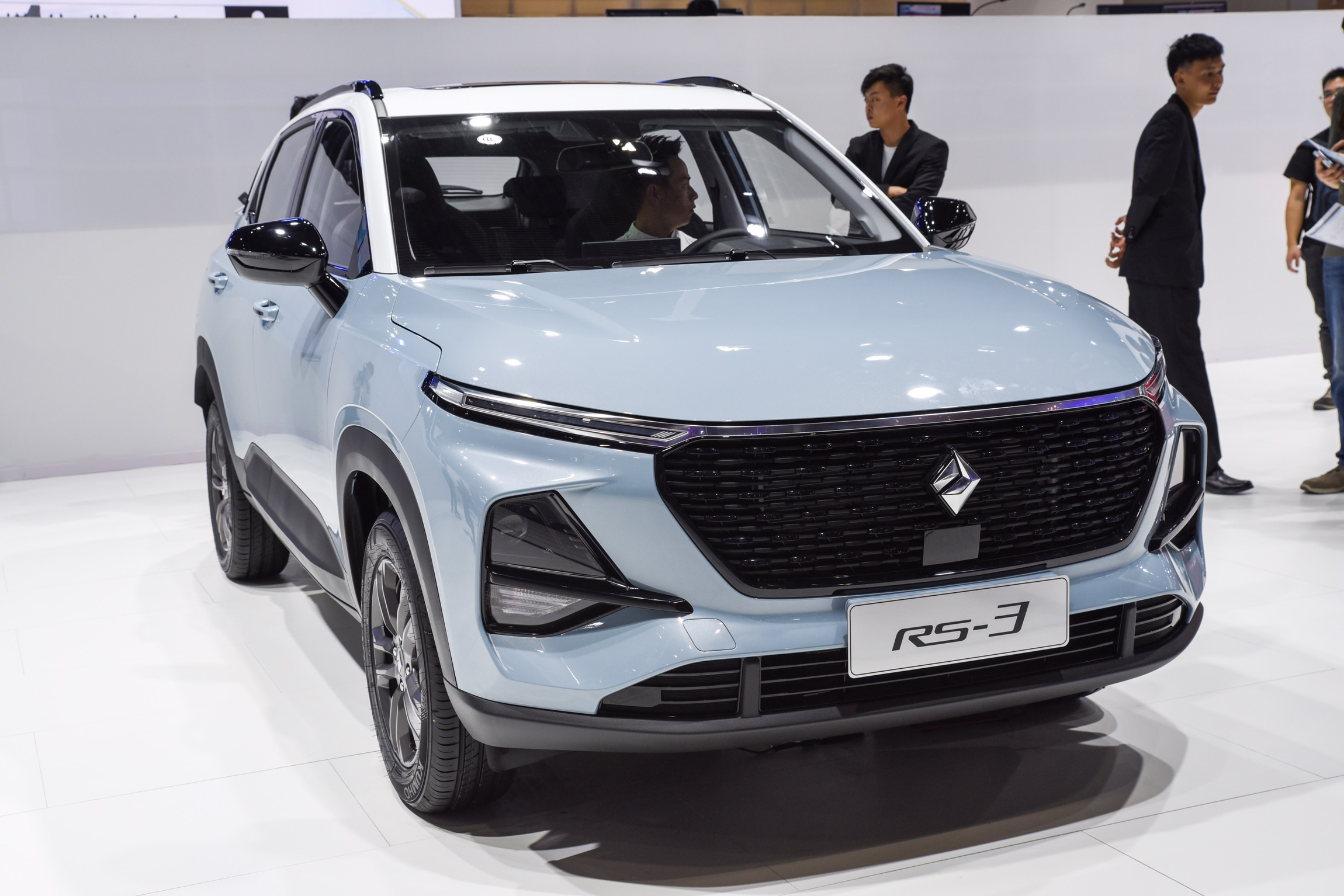
Baojun RS-3
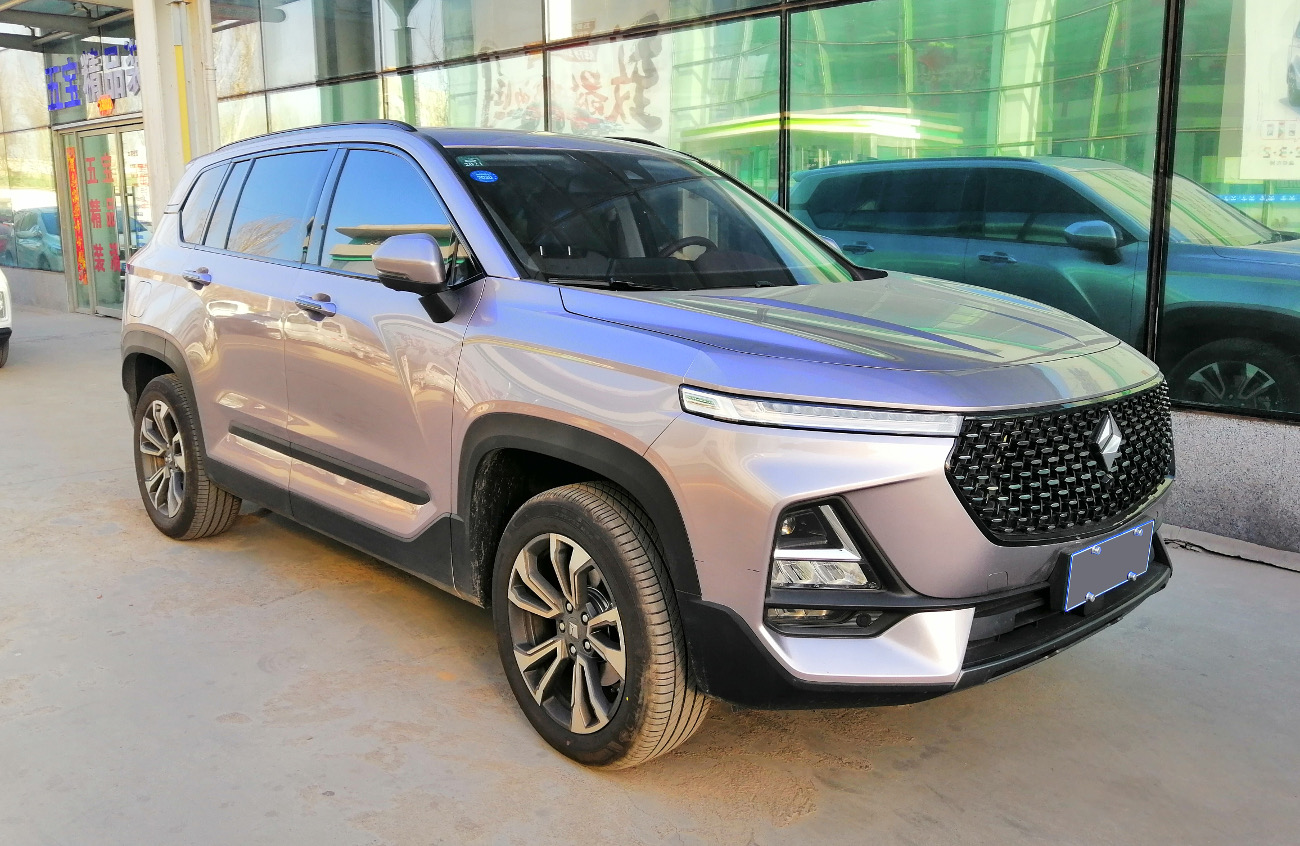
Baojun RS-5
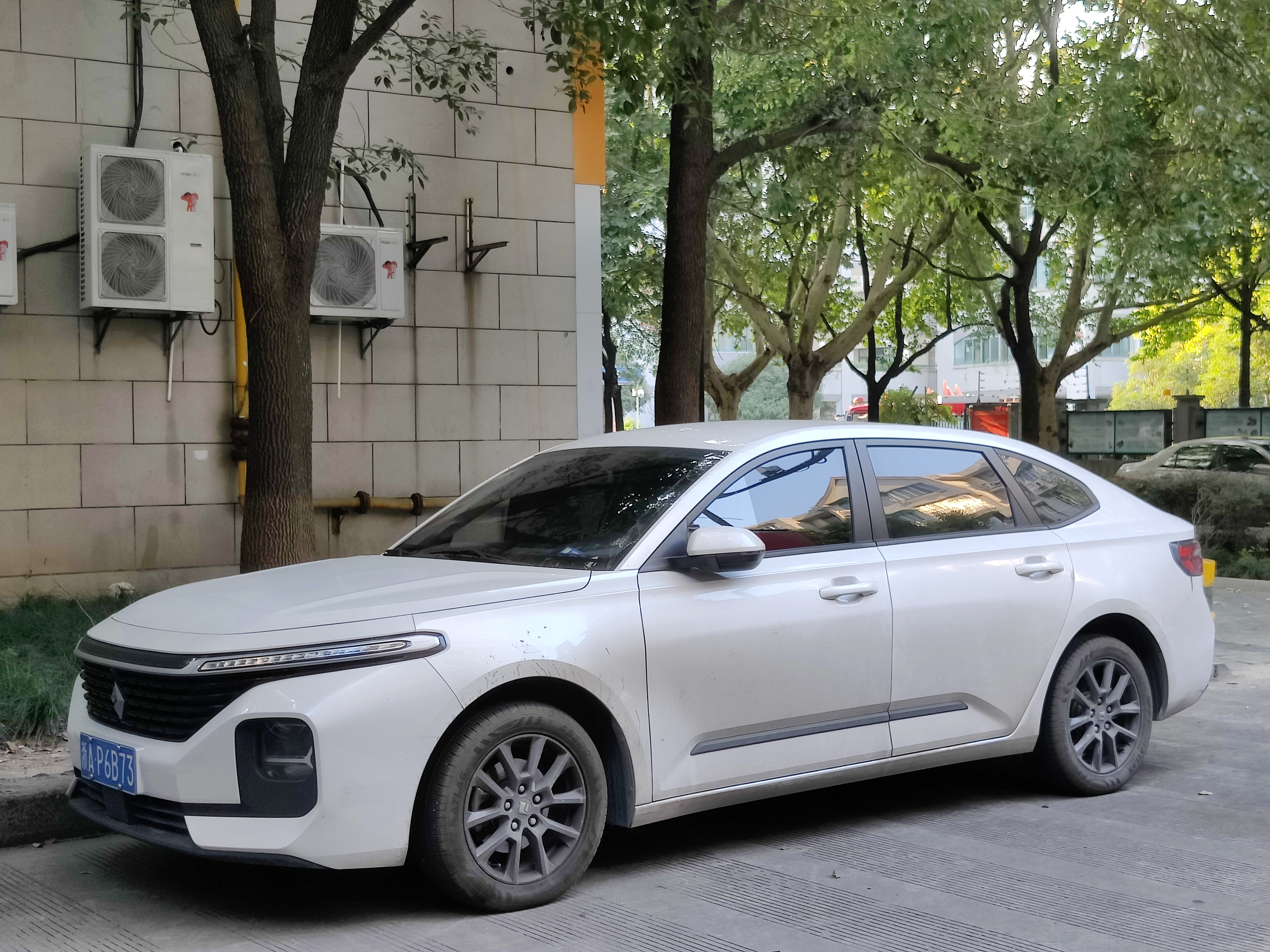
Baojun RC-5
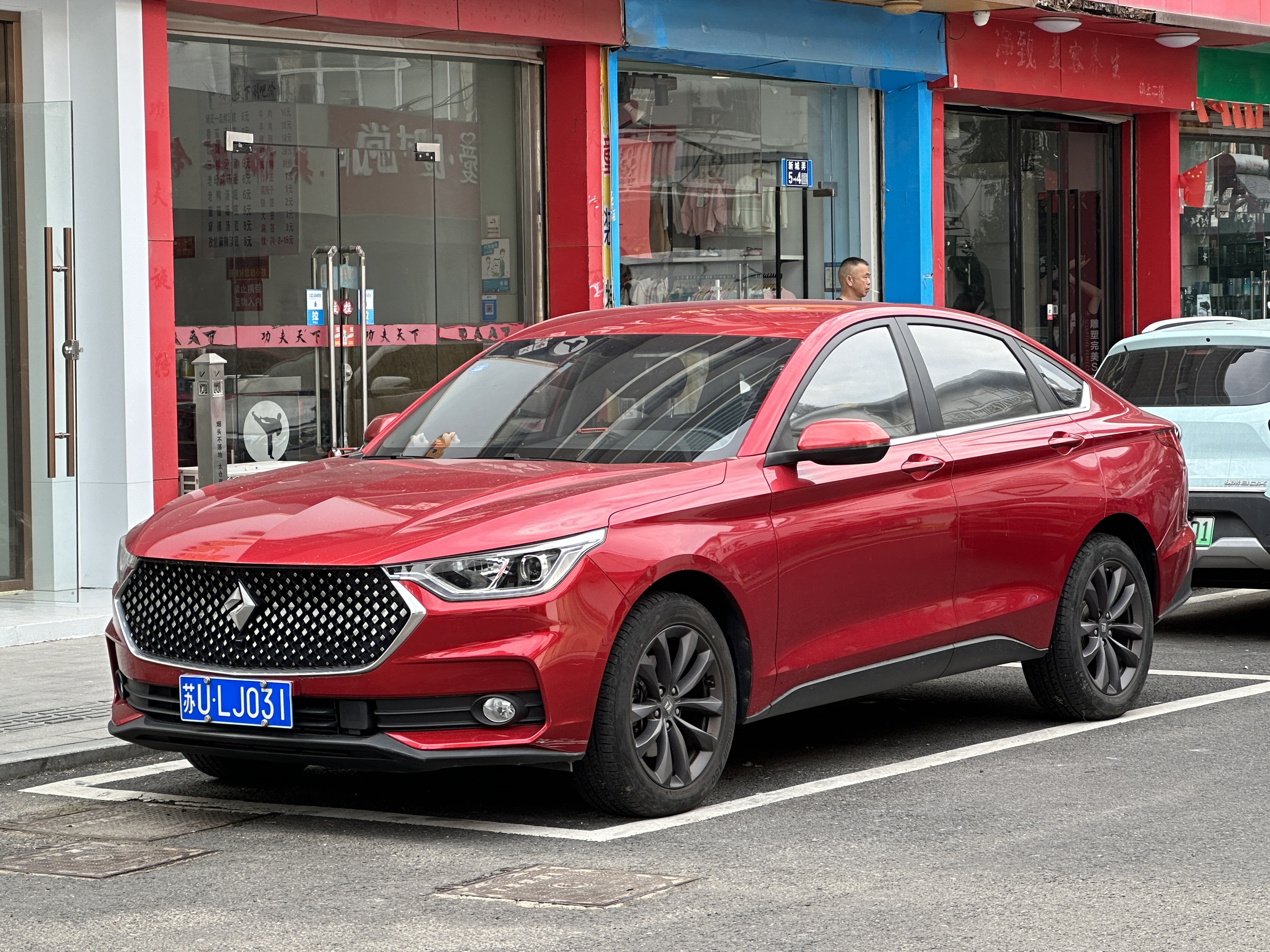
Baojun RC-6
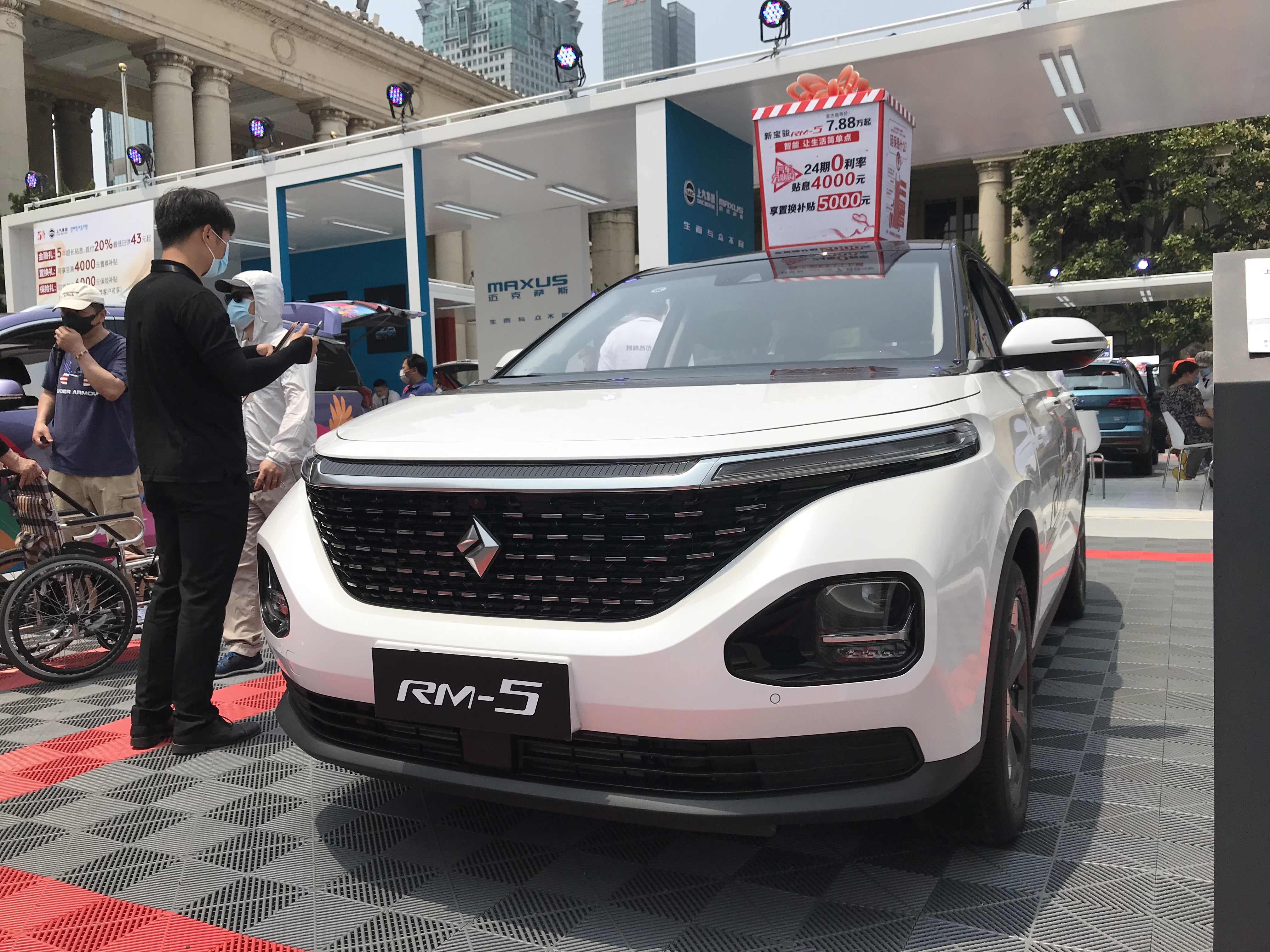
Baojun RM-5
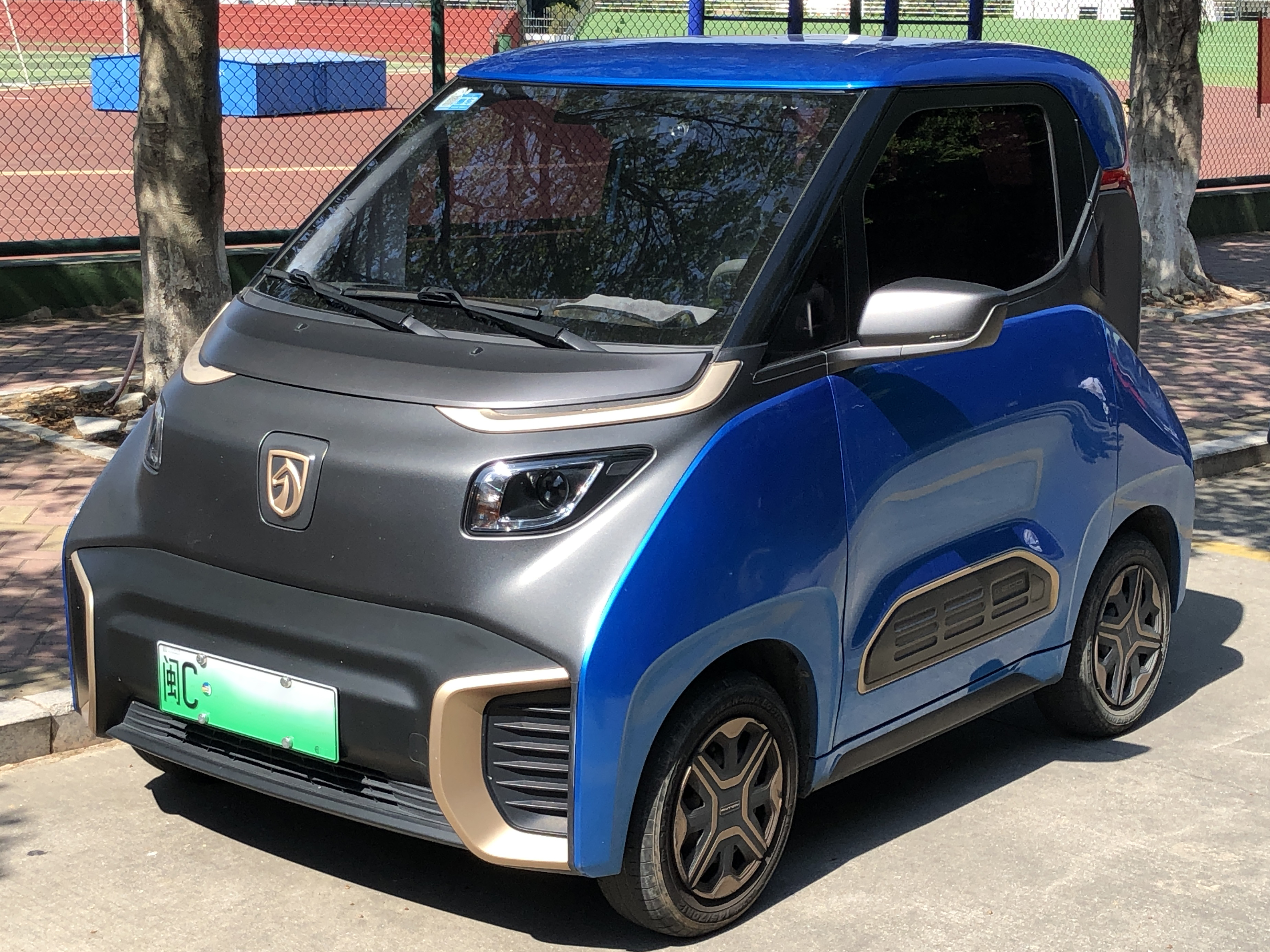
Baojun E200
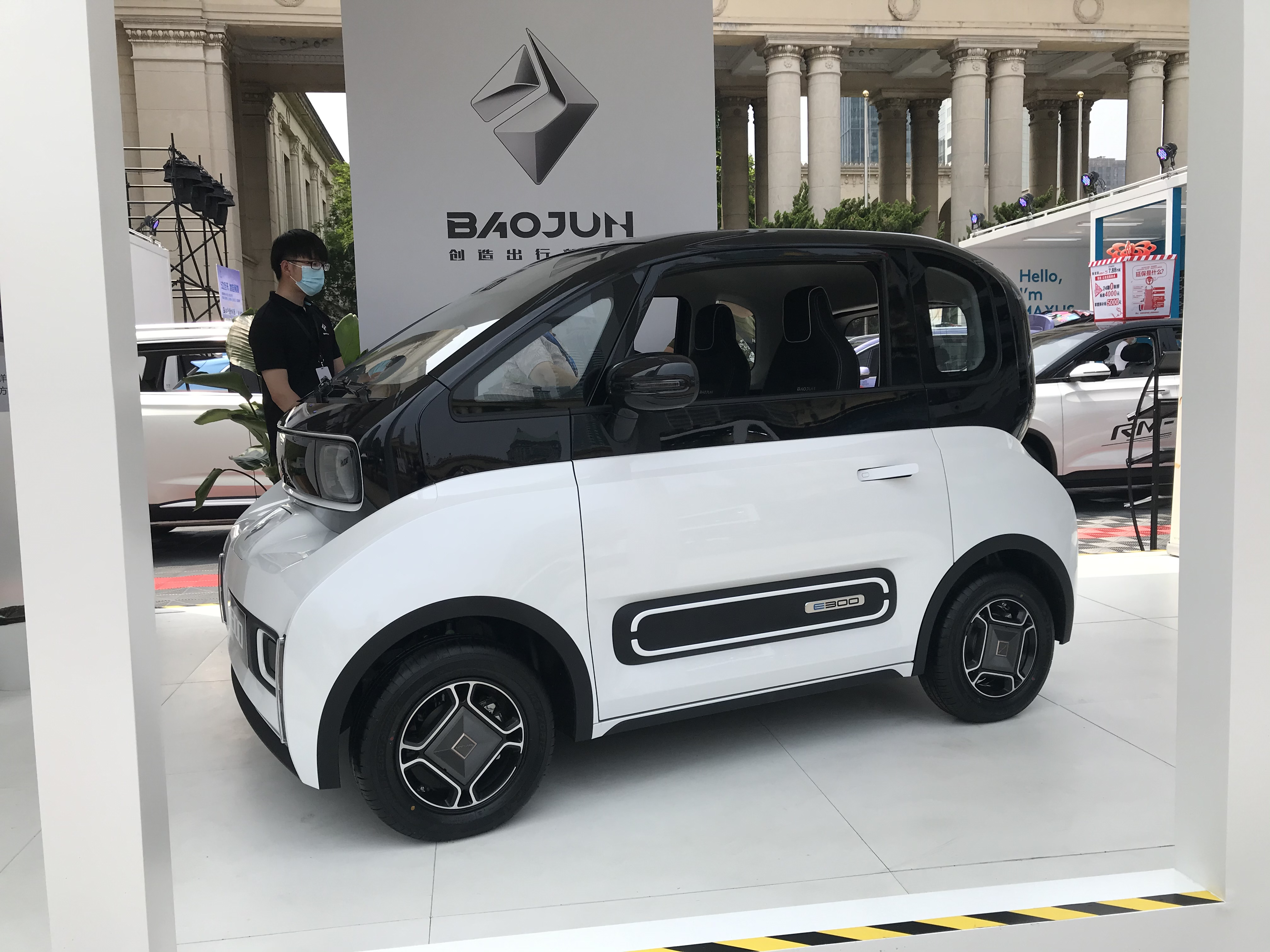
Baojun E300
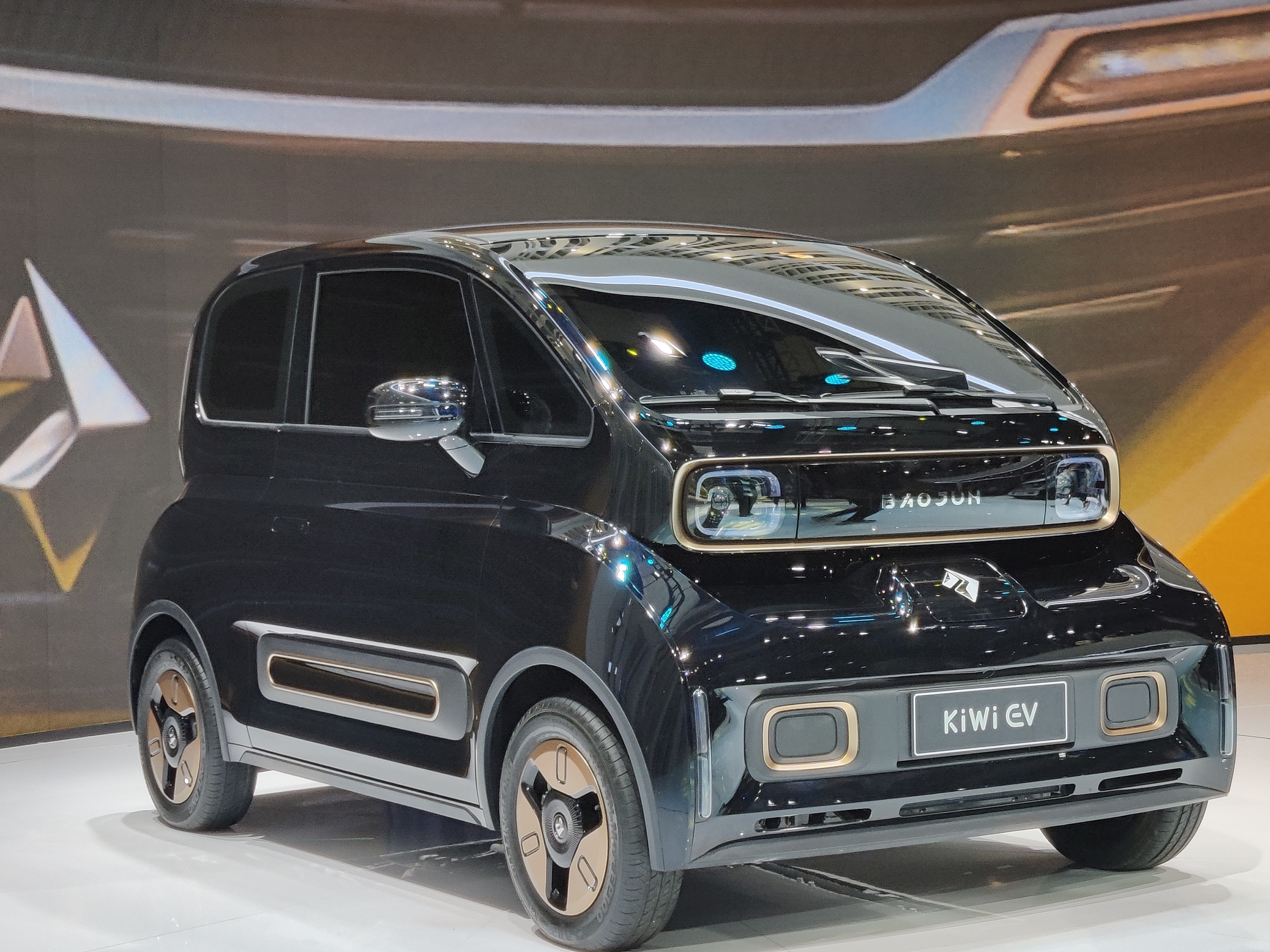
Baojun KiWi EV
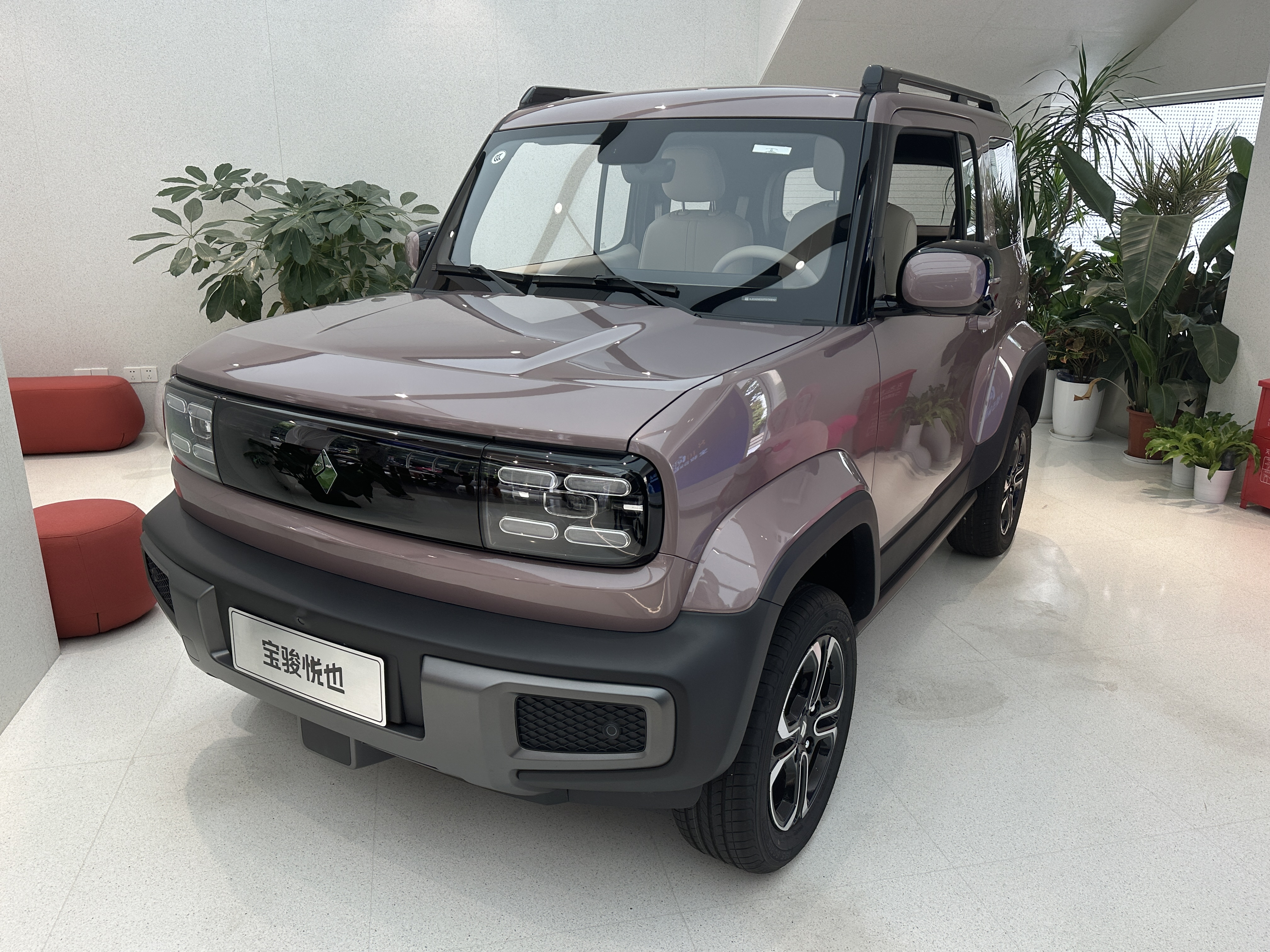
Baojun Yep
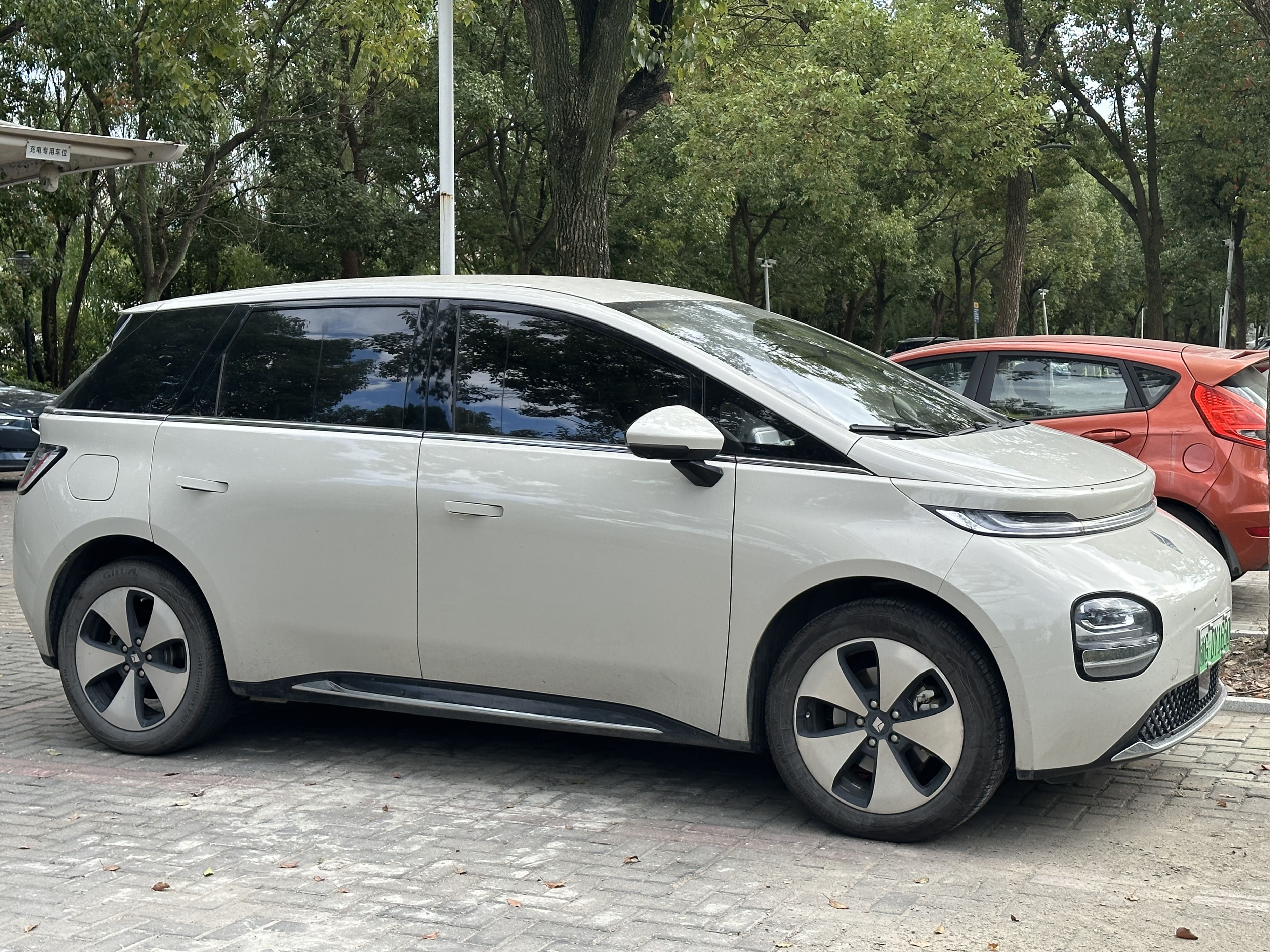
Baojun Yunduo
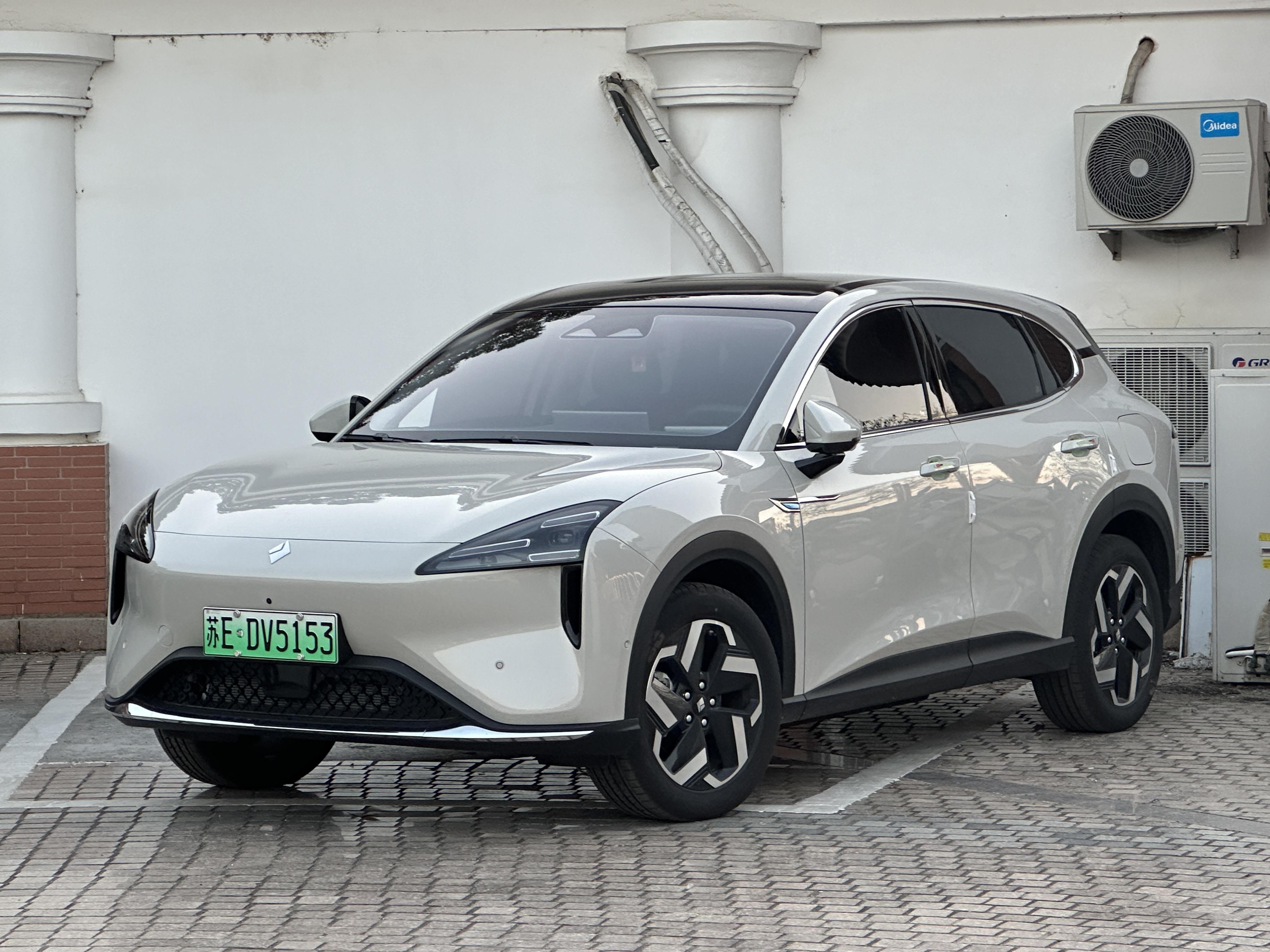
Baojun Yunhai
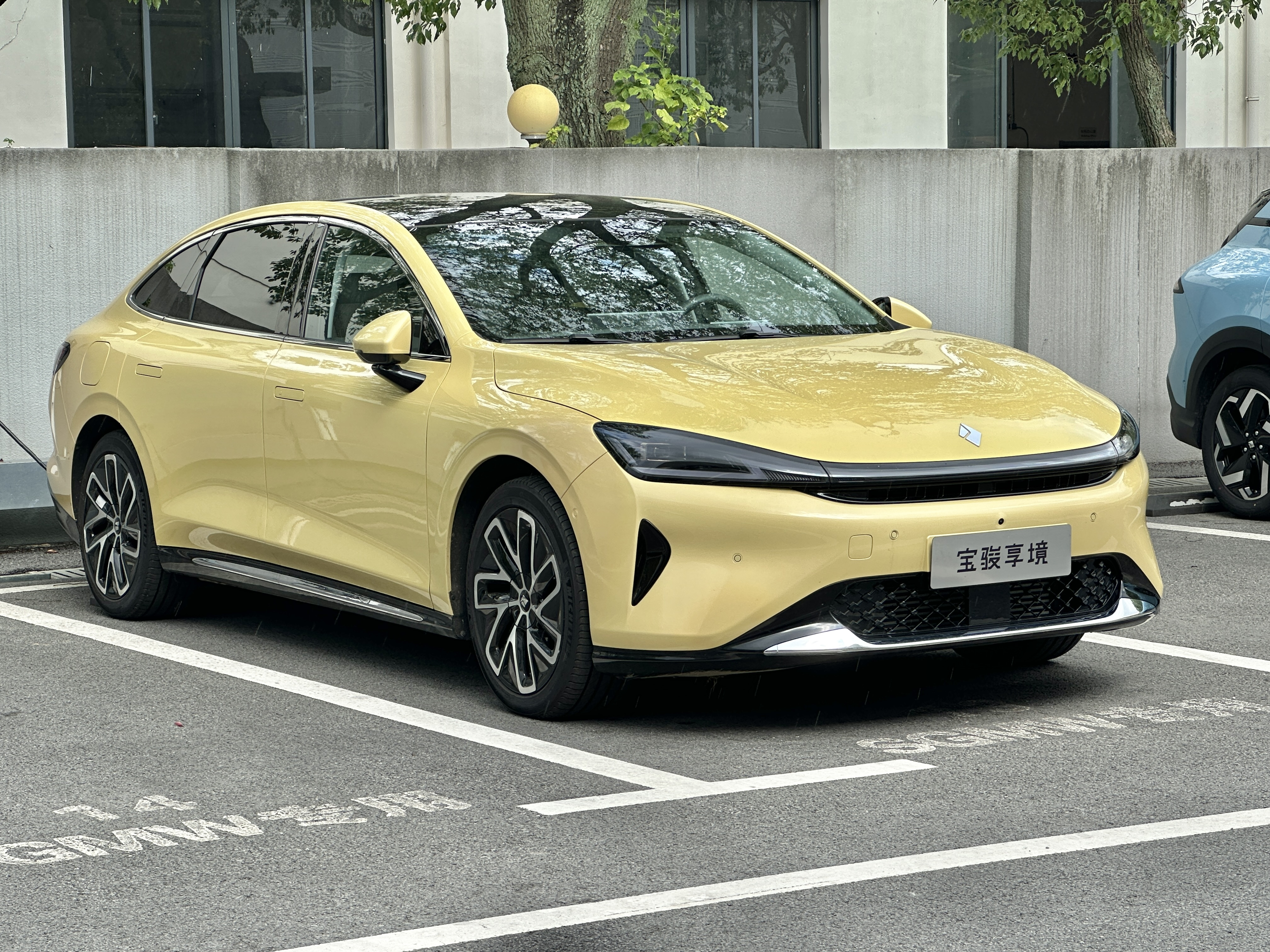
Baojun Xiangjing

## Verkaufszahlen in China
Zwischen 2010 und 2021 sind in der Volksrepublik China insgesamt 4.789.881 Fahrzeuge von Baojun verkauft worden. Mit 1.021.307 Einheiten war 2017 das erfolgreichste Jahr.
| Jahr                             |      |  | Stück     |           |
| 2010                             | 2010 |  | 21.854    | 21.854    |
| 2011                             | 2011 |  | 39.089    | 39.089    |
| 2012                             | 2012 |  | 29.003    | 29.003    |
| 2013                             | 2013 |  | 100.500   | 100.500   |
| 2014                             | 2014 |  | 181.586   | 181.586   |
| 2015                             | 2015 |  | 502.872   | 502.872   |
| 2016                             | 2016 |  | 760.292   | 760.292   |
| 2017                             | 2017 |  | 1.021.307 | 1.021.307 |
| 2018                             | 2018 |  | 879.077   | 879.077   |
| 2019                             | 2019 |  | 604.204   | 604.204   |
| 2020                             | 2020 |  | 428.470   | 428.470   |
| 2021                             | 2021 |  | 221.897   | 221.897   |
| Verkaufszahlen in China, Quelle: |      |  |           |           |